# دیوید ام دینسون
 دیوید ام دینسون (انگلیسی: David Mathias Dennison؛ زاده ۱۹۰۰ درگذشته ۳ آوریل ۱۹۷۶) یک فیزیک‌دان اهل ایالات متحده آمریکا بود.